# اسخین‌دیک
اسخین‌دیک (به هلندی: Scheendijk) یک دهکده در هلند است که در استیختسه فخت واقع شده‌است. اسخین‌دیک ۳۲۰ نفر جمعیت دارد.